# Urophora jaceana
Urophora jaceana är en tvåvingeart som först beskrevs av Erich Martin Hering 1935.  Urophora jaceana ingår i släktet Urophora och familjen borrflugor. Arten är reproducerande i Sverige. Inga underarter finns listade i Catalogue of Life.

## Bildgalleri

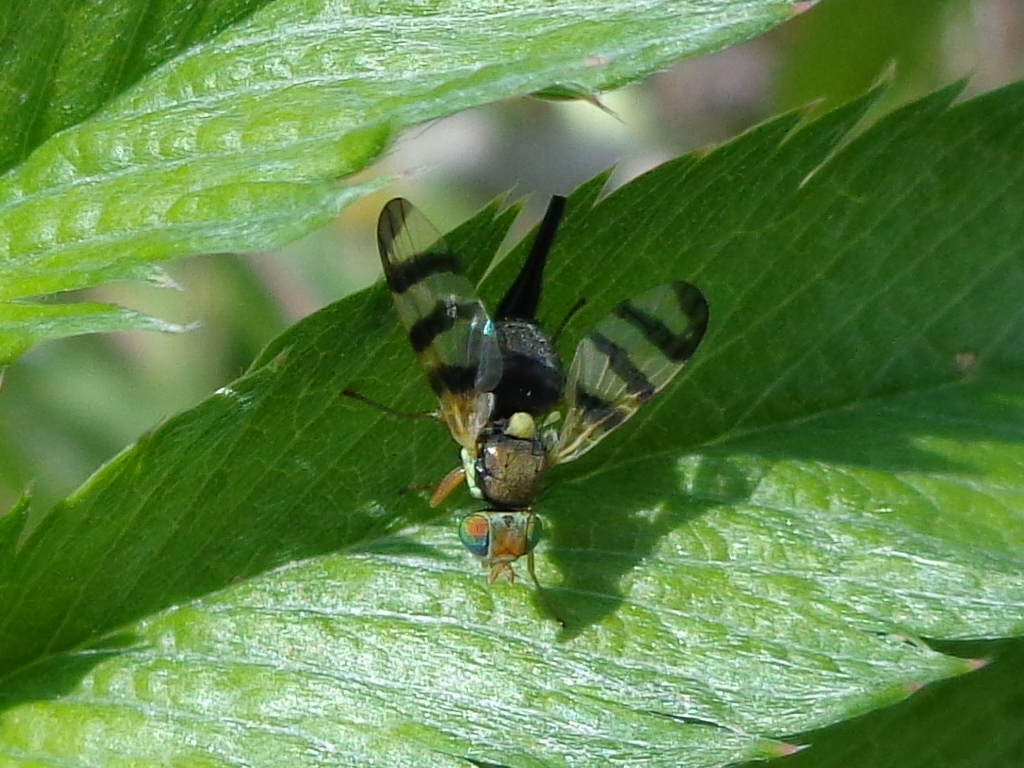